# Amy Kohn
Amy Kohn est une compositrice américaine, parolière, chanteuse, pianiste et accordéoniste née le 5 juin 1972 à Chicago.

## Biographie
Elle a étudié à l'Oberlin College, au Conservatoire de musique de l'Ohio et à la New York University dans le Graduate Musical Theater Writing Program. Sa maîtrise était son opéra de chambre 1 Plum Sq, qui a ensuite été produit et diffusé en 2005 sur WNYC dans le cadre de leur American Music Festival.
À New York, Amy Kohn a rencontré le producteur Arif Mardin qui l'a qualifié de "Démon musical dans une robe rouge" et a choisi Amy comme chanteuse et accordéoniste vedette pour figurer sur son dernier album de chansons écrites par Mardin lui-même et produit dans la dernière année de sa vie. En vedette également sur cet album des artistes comme Norah Jones, Phil Collins, Raul Midón et Dianne Reeves,.
Elle a coproduit son album, « I'm in Crinoline » (2006) avec Joe Mardin, le fils d'Arif, de NuNoise Records.
Elle vit à New York où elle est leader de son groupe de 7 instruments (the Amy Kohn Band).
En dehors des États-Unis, elle a joué sa musique dans les festivals européens (comme Edinburgh's Fringe Festival, Woma Jazz and UBI Jazz en Italie et au Festival des Arts de la scène à Pula, Croatie) et en tandem avec la pianiste et chanteuse italienne Debora Petrina dans le projet Naked (NienteAltroKEDonne).
Sa musique a également été diffusée sur de nombreuses radios européennes (comme au Royaume-Uni BBC Radio 3, BBC 6 Music et Resonance FM et Concertzender aux Pays-Bas).
Elle a travaillé sur les commissions du quatuor à cordes Ethel de New York, pour le pianiste Guy Livingston (DVD: One Minute More) et pour la compagnie de théâtre pour enfants, I Fantaghirò  de Padoue, Italie.

## Discographie

### Albums
- 1999 : The Glass Laughs Back
- 2006 : I’m in Crinoline